# Shelton (hardware)
Shelton è il nome in codice di un progetto per un processore Intel ultra economico arrivato sul mercato agli inizi del 2005 e dedicato espressamente al mercato asiatico e sudamericano; successivamente è stato utilizzato anche nei dispositivi embedded.

## Caratteristiche tecniche
Si trattava in sostanza di una particolare versione di Celeron M, derivata dal primo core Banias, costruito anch'esso a 130 nm, e completamente privo della cache L2; la stessa strategia era stata intrapresa nel lontano 1998 da Intel quando presentò il primo core Celeron, conosciuto come Covington. Allora, la scelta si dimostrò fallimentare e Intel passò quasi subito al core Mendocino con 128 KB di cache L2 (i Pentium II Klamath di allora, ne avevano 512 KB); il nuovo progetto però si avvantaggiava di una latenza della memoria molto inferiore unita ad un'ampiezza di bus decisamente aumentata.
Quando Intel annunciò questo progetto nel corso del 2004, l'impressione generale era quella di una scelta quantomeno un po' bizzarra, soprattutto associandola al fatto che il processore era derivato non dall'ultima architettura mobile di Intel sviluppata fino a quel momento, vale a dire Dothan, ma dal suo predecessore, il "vecchio" Banias presentato agli inizi del 2003. In realtà tutto assumeva un significato se si pensa che Shelton era stato pensato per i sistemi embedded come concorrente dell'AMD Geode NX e del VIA C3, sebbene inizialmente fosse previsto come processore economico per i soli mercati asiatici, saldato direttamente sulla scheda madre D845GVSH e basata sul chipset i845GV (una variante economica dell'i845 dotata di sottosistema video integrato). Successivamente arrivò anche il chipset i852 che forniva supporto alla memoria RAM DDR a 266 MHz, accompagnato dal southbridge ICH4-M.
Inizialmente era stato annunciato che il clock sarebbe stato quello a 600 MHz con BUS a 400 MHz, ma a ottobre 2006 vennero annunciati anche due modelli da 800 MHz e 1 GHz. Il modello da 1 GHz è stato commercializzato con il nome di "Intel Celeron-B 1 GHz" per distinguerlo dai precedenti modelli basati sui core Coppermine-128 e Tualatin che funzionavano allo stesso clock; in ogni caso il consumo massimo non superava i 13 W.

## Shelton: da non confondere con Shelton'08
A metà 2008 Intel ha presentato una nuova piattaforma destinata ai sistemi mobile e desktop di fascia più economica, inferiore a quella basata sul processore Celeron (in particolare le sue diverse varianti Celeron D, Celeron (serie xxx), Celeron Dual Core e Celeron M). Essa è basata sul processore Diamondville (commercializzato con il marchio Atom) e prende il nome di Shelton'08.
Non è chiaro come mai Intel abbia scelto come nome di un'intera piattaforma uno molto simile a quello di un progetto già esistente, differenziandolo solo per il suffisso che ricorda l'anno di introduzione, ma è certo che i 2 progetti sono completamente indipendenti sia dal punto di vista hardware sia dagli obiettivi perseguiti.

## Modelli arrivati sul mercato
La tabella seguente mostra i modelli di Celeron, basati su core Shelton, arrivati sul mercato. Molti di questi condividono caratteristiche comuni pur essendo basati su diversi core; per questo motivo, allo scopo di rendere maggiormente evidente tali affinità e "alleggerire" la visualizzazione alcune colonne mostrano un valore comune a più righe. Di seguito anche una legenda dei termini (alcuni abbreviati) usati per l'intestazione delle colonne:
- Nome Commerciale: si intende il nome con cui è stato immesso in commercio quel particolare esemplare.
- Data: si intende la data di immissione sul mercato di quel particolare esemplare
- Socket: lo zoccolo della scheda madre in cui viene inserito il processore. In questo caso il numero rappresenta oltre al nome anche il numero dei pin di contatto.
- N°C.: sta per "N°Core" e si intende il numero di core montati sul package: 1 se "single core" o 2 se "dual core".
- Clock: la frequenza di funzionamento del processore.
- Molt.: sta per "Moltiplicatore" ovvero il fattore di moltiplicazione per il quale bisogna moltiplicare la frequenza di bus per ottenere la frequenza del processore.
- Pr.Prod.: sta per "Processo produttivo" e indica tipicamente la dimensione dei gate dei transistors (180 nm, 130 nm, 90 nm) e il numero di transistor integrati nel processore espresso in milioni.
- Voltag.: sta per "voltaggio" e indica la tensione di alimentazione del processore.
- Watt: si intende il consumo massimo di quel particolare esemplare.
- Bus: frequenza del bus di sistema.
- cache: dimensione delle cache di 1º, 2º e 3º livello.
- XD: sta per "XD-bit" e indica l'implementazione della tecnologia di sicurezza che evita l'esecuzione di codice malevolo sul computer.
- 64: sta per "EM64T" ovvero l'implementazione della tecnologia a 64 bit di Intel.
- HT: sta per "Hyper-Threading" e indica l'implementazione della esclusiva tecnologia Intel che consente al sistema operativo di vedere 2 core logici.
- ST: sta per "SpeedStep Technology" ovvero la tecnologia di risparmio energetico sviluppata da Intel e inserita negli ultimi Pentium 4 Prescott serie 6xx per contenere il consumo massimo.
- VT: sta per "Vanderpool Technology", la tecnologia di virtualizzazione che rende possibile l'esecuzione simultanea di più sistemi operativi differenti contemporaneamente.

| Nome Commerciale  | Data     | Socket                    | N°C. | Clock   | Molt. | Pr.Prod. | Voltag. | Watt | Bus     | cache           | XD | 64 | HT | ST | VT |
| ----------------- | -------- | ------------------------- | ---- | ------- | ----- | -------- | ------- | ---- | ------- | --------------- | -- | -- | -- | -- | -- |
| Celeron-B 600 MHz | ott/2006 | Saldato sulla motherboard | 1    | 600 MHz | 6x    | 130 nm   | N.A.    | 13 W | 400 MHz | L1=64KB L2=0 KB | No | No | No | Sì | No |
| Celeron-B 800 MHz | ott/2006 | Saldato sulla motherboard | 1    | 800 MHz | 8x    | 130 nm   | N.A.    | 13 W | 400 MHz | L1=64KB L2=0 KB | No | No | No | Sì | No |
| Celeron-B 1 GHz   | ott/2006 | Saldato sulla motherboard | 1    | 1 GHz   | 10x   | 130 nm   | N.A.    | 13 W | 400 MHz | L1=64KB L2=0 KB | No | No | No | Sì | No |

Nota: la tabella soprastante è un estratto di quella completa contenuta nella pagina del Celeron.

## Il successore
Per il momento l'unico progetto che può essere indicato come il successore di Shelton è Tolapai annunciato nel corso del 2007, che è un processore che integra il chipset ed è basato sulla stessa architettura del Pentium M, utilizzata da Shelton. Le sue caratteristiche tecniche sono notevolmente più avanzate di quelle di Shelton, ma per il momento esso è stato presentato solo per il settore embedded e non per i mercati asiatici.